# 88 хвилин
«88 хвилин» (англ. 88 Minutes) — американський драматичний трилер режисера Джона Евнета (був також продюсером), що вийшла 2007 року. Сценарій картини написав Гері Скотт Томпсон (був також продюсером), продюсером також був Ренделл Емметт. Вперше фільм продемонстрували 17 лютого 2007 року у Бразилії.
В Україні фільм не демонструвався.

## Сюжет
| Головний герой картини — професор коледжу, який підробляє у ФБР судовим психіатром. Після отримання повідомлення про те, що він буде убитий через 88 хвилин, професорові доведеться пустити в справу всі свої професійні знання і досвід, щоб врятувати власне життя. |

## У ролях
| Актор              | Персонаж                                                        | Роль                                                     |
| ------------------ | --------------------------------------------------------------- | -------------------------------------------------------- |
| Аль Пачіно         | доктор Джек Грем (англ. Dr. Jack Gramm)                         | професор коледжу, судовий психіатр ФБР                   |
| Алісія Вітт        | Кім Каммінгс (англ. Kim Cummings)                               | асистентка Джека, пропонує йому допомогу у розслідуванні |
| Лілі Собєскі       | Лорен Даглас/Лідія Догерті (англ. Lauren Douglas/Lydia Doherty) | студентка                                                |
| Дебора Кара Ангер  | Керол Джонсон (англ. Carol Johnson)                             | декан коледжу                                            |
| Емі Бреннеман      | Шеллі Барнс (англ. Shelly Barnes)                               | секретарка Джека                                         |
| Вільям Форсайт     | Френк Паркс (англ. Frank Parks)                                 | спеціальний агент ФБР                                    |
| Бенджамін Маккензі | Майк Стемп (англ. Mike Stempt)                                  | студент                                                  |
| Ніл Мак-Дона       | Джон Фостер (англ. Jon Forster)                                 | серійний вбивця                                          |
| Стівен Моєр        | Гай ЛаФордж (англ. Guy LaForge)                                 | колишній чоловік Кім                                     |
| Майкл Еклунд       | Беннет (англ. Bennett)                                          | адвокат                                                  |

## Сприйняття

### Критика
Фільм отримав загалом негативні і змішані відгуки: Rotten Tomatoes дав оцінку 5 % на основі 122 відгуків від критиків (середня оцінка 2,6/10) і 49 % від глядачів із середньою оцінкою 3,1/5 (103,067 голосів), сказавши, що «88 хвилин» огидно невмілий психологічний трилер, що вміло розтрачує талант", Internet Movie Database — 5,8/10 (48 586 голосів), Metacritic — 17/100 (27 відгуків криків) і 5,1/10 від глядачів (91 голос).

### Касові збори
Під час показу у США, що стартував 18 квітня 2007 року, протягом першого тижня фільм показали у 2,168 кінотеатрах і він зібрав $6,957,216, що на той час дозволило йому зайняти 4 місце серед усіх прем'єр. Фільм зібрав у прокаті у США $17,213,467, а у світі — $15,379,918, тобто $32,593,385 загалом при бюджеті $30 млн.

### Нагороди і номінації[10]
| Рік  | Нагорода      | Категорія                    | Номінант     | Результат |
| ---- | ------------- | ---------------------------- | ------------ | --------- |
| 2009 | Razzie Awards | Найгірший актор              | Аль Пачіно   | Номінація |
| 2009 | Razzie Awards | Найгірша актриса друго плану | Лілі Собєскі | Номінація |